# Droit syndical en France
Le droit syndical est l'ensemble des textes législatifs et réglementaires qui ont trait à la création, l'adhésion, à la protection des membres d'un syndicat en France.

## Dans la fonction publique

### Textes de référence
- Le décret no 82-447 du 28 mai 1982 relatif à l'exercice du droit syndical dans la fonction publique[1] modifié par le décret no 2012-224 du 16 février 2012[2] et par le décret no 2013-451 du 31 mai 2013[3] ;
- La circulaire no SE1 2014-2 du 3 juillet 2014 relative à l’exercice du droit syndical dans la fonction publique de l'État[4],[5].

### Conditions d'exercice des droits syndicaux
Ce chapitre traite :
- Locaux syndicaux et équipements,
- Réunions syndicales,
- Affichage des documents d'origine syndicale,
- Distribution des documents d'origine syndicale,
- Collecte des cotisations syndicales.

### Situation des représentants syndicaux
Ce chapitre traite :
- Autorisations spéciales d'absence (ASA),
- Crédit de temps syndical.